# Batzenberg
Der Batzenberg ist ein 4 km langer und 1,2 km breiter Bergrücken zwischen der Rheinebene und dem Schönberg im Landkreis Breisgau-Hochschwarzwald in Baden-Württemberg. Der höchste Punkt liegt auf 326,8 m ü. NHN. Der Batzenberg erhebt sich damit rund 100 m aus seiner Umgebung und ist von einer starken Lössschicht bedeckt. Er ist heute komplett unbewaldet und mit Reben bepflanzt.

## Lage
Der Batzenberg erstreckt sich von Nordosten nach Südwesten, im Norden die Ortschaften Schallstadt und Wolfenweiler, im Osten das Schneckental mit Pfaffenweiler und Öhlinsweiler an der L 125 im Süden Ehrenkirchen mit den Ortsteilen Kirchhofen und  im Westen Norsingen und Scherzingen an der B 3.

## Geschichte
Während des Dreißigjährigen Kriegs lagerten hier im Sommer die Armée de l'Allemagne unter Turenne, bevor sie am 3. August 1644 – dem ersten Tag der Schlacht von Freiburg Richtung Norden zu den Kämpfen am Bohl bei Ebringen aufbrachen und beim Angriff auf die bayrischen Stellungen ihre verlustreichsten Gefechte dieses Kriegs hatten.

## Weinbau

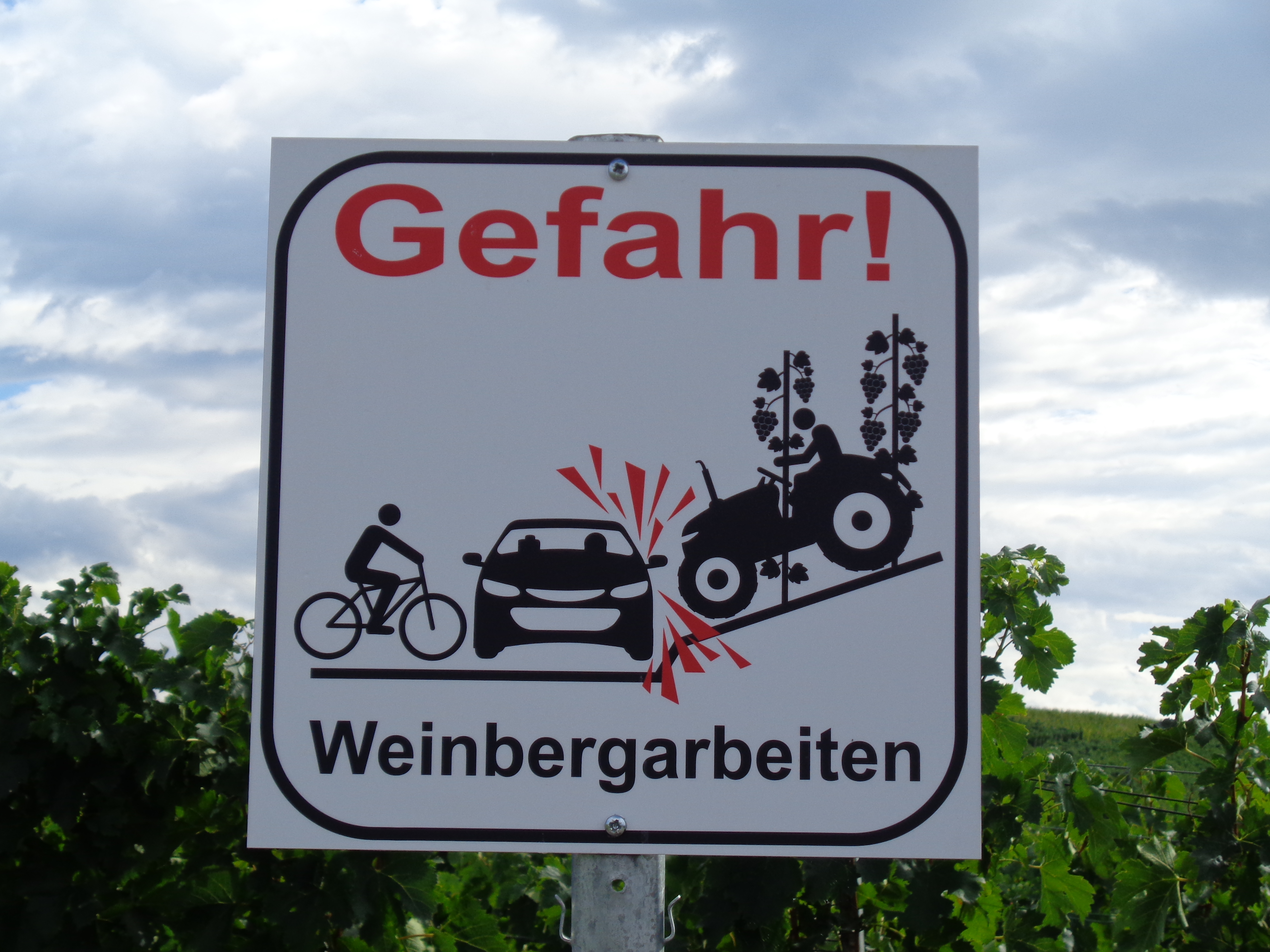
Warnschild auf dem Batzenberg

Der Batzenberg ist der größte geschlossene Weinberg und die größte geschlossene Gutedellage Deutschlands mit einer Anbaufläche von 376 ha. Weinbau wird hier schon seit der Römerzeit betrieben, nachgewiesen ist er seit 716. Weinbaumäßig ist er vier Bereichen des Weinbaugebiets Badens zugeordnet, dem Markgräflerland, dem Südschwarzwald, der Staufener Bucht und dem Breisgau. Früher wurde das Gebiet von den St. Gallener Mönchen bewirtschaftet, später unter Markgraf Karl Friedrich wurde 1780 die Gutedelrebe vom Genfersee hier eingeführt, die heute hier die beherrschende Rebe ist. Die heutige Form des Batzenbergs ist eine Folge der schrittweisen Flurbereinigung von 1949 bis 1979. Zuvor waren auf dem Bergrücken neben dem Weinbau hauptsächlich kleine Waldungen, Obstanbau und Ackerbau, genutzt wurde er von den Familien für den Eigenbedarf. Durch die Erbteilung war der Höhenrücken in kleine mit Steinmauern terrassierte Parzellen zergliedert, diese waren kaum mit Wegen erschlossen und dadurch nur mit Aufwand bewirtschaftbar. Durch die Reblaus war auch hier der Weinbau bedroht und nur eine Neuanpflanzung resistenter Sorten half weiter. Nach dem Zweiten Weltkrieg wurden Winzergenossenschaften gegründet und damit den Weinbauern geholfen. Der Batzenberg war eins der ersten rebflurbereigneten Gebiete Badens und dadurch auch über die Landesgrenzen hinaus eine Modellregion für den neuen Weinbau.

## Tourismus

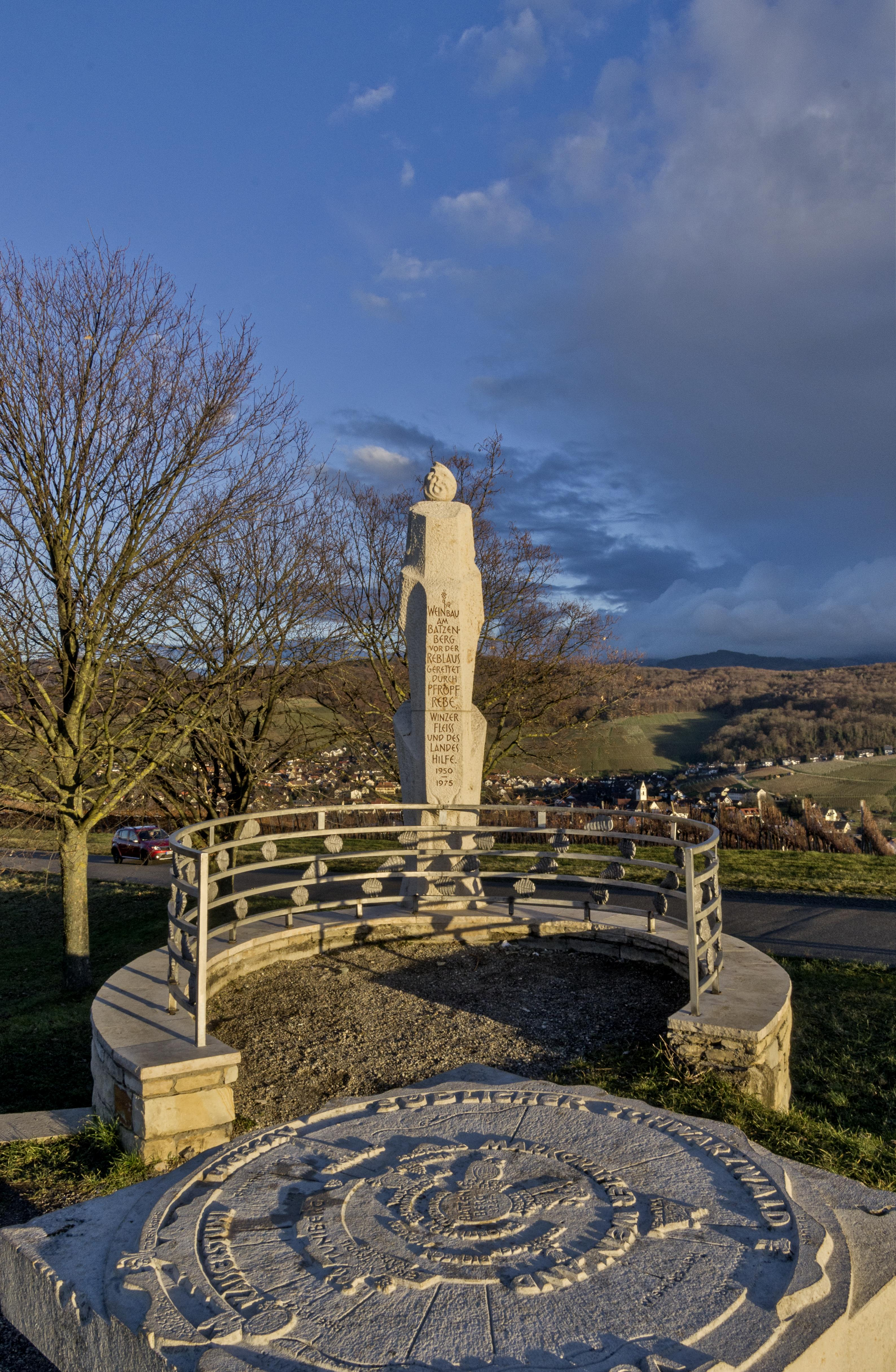
Pfropfreben-Denkmal

Für den Tourismus ist ein fünf Kilometer langer Weinlehrpfad eingerichtet, der auf Tafeln die Weinwirtschaft und die typischen Rebsorten erklärt, als markante Punkte zählen dazu das Pfropfreben-Denkmal von 1976 und das Steinhauerkreuz – nach seinem Erbauer Johann Eckerle Steinhauer – von 1847. Der Höhenweg auf dem Bergrücken ist vier Kilometer lang und fast eben, dieser landwirtschaftliche Fahrweg ist behindertengerecht angelegt und erlaubt durch die fehlende Bewaldung eine sehr gute Fernsicht sowohl in die Rheinebene als auch zum Schwarzwald.
Ein weiterer über den Batzenberg führender Wanderweg ist das Markgräfler Wiiwegli, ein Fernwanderweg des Schwarzwaldvereins mit Start in Freiburg und Ziel in Weil am Rhein. Seit 2021 gibt es einen neuen Weinwanderweg, den knapp sieben Kilometer langen „360° Weinblick – Der Panoramaweg“. Er wurde von Vertretern der Weinwirtschaft und Gastronomie in Zusammenarbeit mit den drei angrenzenden Gemeinden Schallstadt, Ehrenkirchen und Pfaffenweiler erstellt. Für die Unterhaltung und Weiterentwicklung des Weinwanderweges wurde ein Trägerverein „Genussregion Batzenberg“ gegründet.

## Bahntunnel
Im August 2019 wurde bekannt, dass die Deutsche Bahn einen Tunnel durch den Batzenberg bauen will. Dieser soll die Kurve der Rheintalbahn um den Berg umgehen und so Fahrtgeschwindigkeiten bis 200 km/h ermöglichen. Für den Herbst 2019 wurden Probebohrungen geplant, die Vorplanung solle bis 2022 abgeschlossen sein, das Planfeststellungsverfahren bis 2029 und der Bau im Jahr 2031 starten und 2038 abgeschlossen sein. Im September 2024 wurde seitens der Bahn bestätigt, dass der knapp 1,4 Kilometer lange Batzenbergtunnel, der aus zwei eingleisigen Röhren bestehen soll, gebaut werde. Im November 2024 wurde eine 3D-Visualisierung des geplanten Streckenverlaufes veröffentlicht.